# William Norman Bole
Pour les articles homonymes, voir Bole.
William Norman Bole (6 décembre 1846 - 7 avril 1923) est un homme politique canadien de la Colombie-Britannique. Il est député provincial indépendant de la circonscription britanno-colombienne de New Westminster City de 1886 jusqu'à sa démission en 1889.

## Biographie
Né à Castlebar dans le comté de Mayo en Irlande, Bole étudie à Dublin. En 1877, il transite par San Francisco afin de se rendre dans le Queensland. Ayant manqué son bateau, il change ses plans pour se diriger vers Victoria. L'année suivante, il est nommé au barreau de la Colombie-Britannique. Planifiant toujours de se rendre en Australie, il ouvre néanmoins un cabinet à New Westminster. En 1884, il est nommé magistrat de police.
Nommé conseiller de la reine en 1887, il devient juge en 1889. En 1891, il devient juge de la cour suprême. Bole exerce aussi le rôle de capitaine de la milice et de président de la chambre de commerce.
Bole meurt à New Westminster en avril 1923 à l'âge de 76 ans.
Le village de Belcarra qui signifie la belle terre sur laquelle le soleil brille en irlandais est nommé par Bole d'après le village de Belcarra (en) en Irlande.